# Opazon parvulum
Opazon parvulum är en stekelart som först beskrevs av Alexander Henry Haliday 1857.  Opazon parvulum ingår i släktet Opazon, och familjen hyllhornsteklar. Arten är reproducerande i Sverige.